# Kerkhofkapel (Melick)

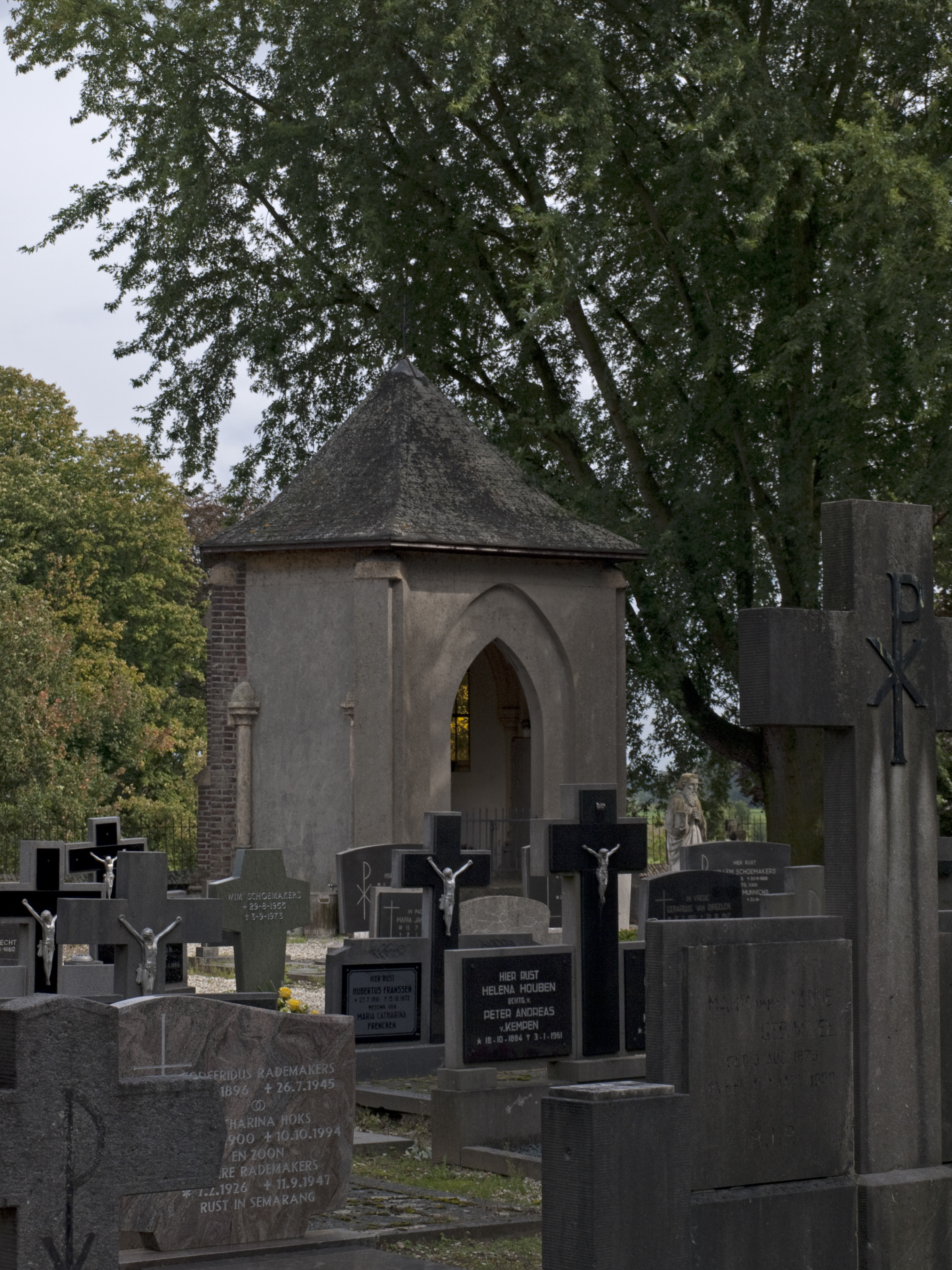
Kerkhofkapel

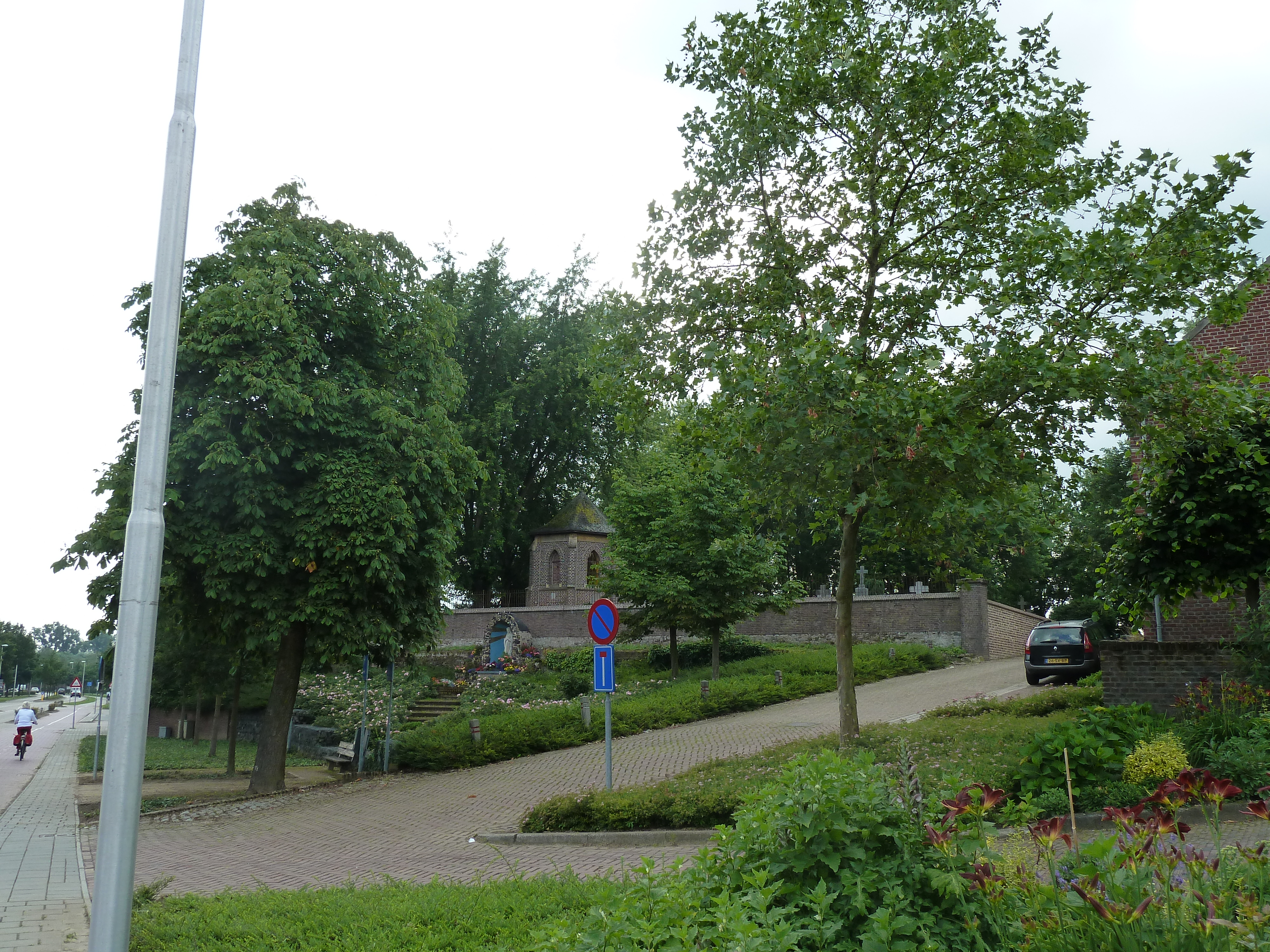
Kerkhofkapel gezien vanaf de Heinsbergerweg

De Kerkhofkapel is een kapel in Melick in de Nederlands Midden-Limburgse gemeente Roerdalen. De kapel staat op een kerkheuvel met ommuurd kerkhof op de plaats waar de Oude Sint-Andreaskerk heeft gestaan, aan de zuidwestrand van het dorp. Aan de noordkant loopt de straat Kerkberg langs het kerkhof aan de oostkant de Heinsbergerweg. Op minder dan tien meter naar het noordoosten staat de Mariakapel.

## Geschiedenis
In 1190 stond er op de kerkheuvel reeds een kerkgebouw.
In de 19e eeuw werd het toenmalige kerkgebouw gesloopt en werd er naar het ontwerp van Pierre Cuypers door meestermetselaar Martinus Pollard uit Maasniel een nieuw kerkgebouw gebouwd: de Oude Sint-Andreaskerk.
Op 4 februari 1945 werd tijdens de Tweede Wereldoorlog de kerktoren opgeblazen door de Duitsers en in de periode die volgde maakte het artillerievuur van de Engelsen de kerk tot een ruïne. Van het kerkgebouw bleef alleen de middelste van de straalkapellen behouden en die werd na de oorlog in gebruik genomen als kerkhofkapel.
In de jaren 1950 werd er elders in het dorp een nieuwe Sint-Andreaskerk gebouwd.
Op 10 mei 2002 werd de kapel ingeschreven in het rijksmonumentenregister.

## Bouwwerk
De bakstenen kapel werd gebouwd in neogotische stijl op een zeshoekig plattegrond en wordt gedekt door een ingesnoerd tentdak met bitumen dakbedekking. Op de top van het dak is een ijzeren kruis geplaatst. Van drie van de gevels zijn de bakstenen zichtbaar, de andere drie gevels zijn gecementeerd. In de drie achtergevels is elk een spitsboogvenster aangebracht waarbij de middelste van deze drie blind is. Onder dit blinde venster is een gevelsteen ingemetseld die herinnert aan de inwijding van de kerk in 1884. Op de hoeken van de kapel zijn er tweeledige steunberen geplaatst waarop natuurstenen afdeklijsten zijn aangebracht. Onder de dakrand is een horizontale band natuursteen aangebracht. In de frontgevel bevindt zich een tweevoudig getrapte spitsboogvormige entree, met daarvoor aan beide zijden een natuurstenen basement.
Aan weerszijden voor de ingang heeft men een beeld uit de oude kerk geplaatst, met links een beeld van de apostel Paulus en rechts van Apollonia van Alexandrië.
Van binnen heeft de kapel ribgewelven die rusten op pilasters. In de bepleisterde wanden bevinden zich spitsbogen die eveneens op de pilasters rusten. In de kapel is een houten altaar geplaatst waarop een houten tabernakel is geplaatst met erboven een houten kruis met corpus.